# HΛLNA
HΛLNA (ハルナ Haruna?,  7 de febrero, 1980) fue una cantante japonesa originaria de Atsugi en la Prefectura de Kanagawa, y que también fue vocalista de la banda HΛL desde el 2000 al 2003. Su nombre real es Haruna Hamada (濱田 春菜 Hamada Haruna?).

## Perfil
- Nombre artístico: HΛLNA (ハルナ Haruna?)
- Nombre real: Haruna Hamada (濱田 春菜 Hamada Haruna?)
- Fecha de nacimiento: 7 de febrero de 1980 (45 años)
- Lugar de nacimiento:  Atsugi, Prefectura de Kanagawa
- Artistas favoritos: Madonna, LeAnn Rimes, Aretha Franklin, Janis Joplin, Carole King

## Historia
Haruna fue seleccionada el año 2000 para ser la vocalista de lo que sería el proyecto de la banda HΛL como banda de J-Pop, y el 25 de octubre debutó como HΛLNA con "DECIDE", el primer sencillo del grupo compuesto por ella en conjunto con Toshiharu Umezaki y Atsushi Sato. Su único trabajo en solitario lo realizó el 2001 para song nation, álbum de beneficencia para los atentados del 11 de septiembre, con un tema producido por el músico Tetsuya Komuro. 
Tras mantenerse como vocalista en forma activa de HΛL por más de dos años finalmente fue anunciada la separación a comienzos del año 2003 con el lanzamiento del álbum de grandes éxitos titulado "SINGLES", que dio final a la carrera de HΛLNA como cantante. Haruna decidió dar terminó a su carrera como cantante tras la separación del grupo, alejándose de la luz pública y la fama para volver a rehacer su vida normalmente.

## Canciones
- DO OVER AGAIN (song+nation)
- DO OVER AGAIN (tatsumaki remix) (song+nation 2 trance)